# Andrónico Asen Zaccaria
Andrónico Asen Zaccaria o Asanes Zaccaria (fallecido en 1401) fue un señor franco del Principado de Acaya en el sur de Grecia.

## Biografía
Andronico Asen Zaccaria era el hijo de Centurión I Zaccaria y de una dama desconocida de la familia búlgaro-bizantina Asen/Asanes. Centurión fue uno de los más poderosos señores del Principado de Acaya, siendo gran condestable así como señor de Damala, Estamira, Chalandritsa y Lisarea.
Alrededor de 1386, Centurión murió y Andrónico Asen Zaccaria heredo la Baronía de Chalandritsa y el título de gran condestable de Acaya. Se casó con la hija de Érard III le Maure, barón de Arcadia, y cuando Érard murió después en 1388 sin dejar un heredero masculino (su único hijo había muerto joven), Asen Zaccaria añadió Arcadia a sus posesiones. Siendo además el cuñado del vicario general de la Compañía navarra y después príncipe de Acaya (1386-1402), Pedro de San Superano, había ocupado una posición prominente dentro del Principado junto con el arzobispo latino de Patras.
El 4 de junio de 1396, junto con San Superano, fue derrotado y capturado por los griegos bizantinos del Despotado de Morea, pero fue liberado en diciembre después que los venecianos pagaron un rescate de 50.000 hyperpyrones por él y San Superano. En 1396, recibió una carta del Papa Bonifacio IX, que extendía la protección papal sobre él y le instó a combatir la creciente amenaza de los turcos otomanos.
Andrónico Asen Zaccaria murió en 1401, y fue sucedido por el mayor de sus cuatro hijos, Centurión II Zaccaria, quien en 1404 se convirtió en el último príncipe de Acaya, reinando hasta ser depuesto por el Despotado de Morea en 1430.

## Familia
De su matrimonio con una dama desconocida de la familia le Maure, Andrónico Asen había tenido cuatro hijos:
- Centurión II Zaccaria (fallecido en 1432), príncipe de Acaya desde 1404 hasta 1430
- Érard IV Zaccaria
- Benedicto Zaccaria (fl. 1412–18)
- Esteban Zaccaria (fallecido en 1424), arzobispo latino de Patras desde 1404 hasta 1424